# My Blue Ridge Mountain Boy
My Blue Ridge Mountain Boy släpptes i september 1969 och blev Dolly Partons tredje soloalbum på skivbolaget RCA.

## Albuminformation
Albumet innehåller flera av Dolly Partons dystrare låtar. Titelspåret, som berättar om en liten stadsflicka som tar sig till New Orleans, där hon prostituerar sig, och drömmer om pojken hon lämnade. "Gypsy, Joe and Me" handlar om en kvinna, hennes kärlek och deras lilla hund som alla försvinner. "Evening Shade" handlar om ett barnhem med en ond föreståndare, "Mrs. Bailey". Barnen bränner dock ner barnhemmet, då "Mrs. Bailey" sover inuti det. "Daddy" handlar om en dotter som ber sin pappa att inte lämna hennes mamma för en yngre kvinna.
Albumet innehåller även coverversioner av "In the Ghetto", skriven av Mac Davis åt Elvis Presley som då blev en hit, och Joe Souths "Games People Play". Hon spelade också in samtida countryhits av Porter Wagoner ("Big Wind"), och Jan Howard ("We Had All the Good Things Going"). 
Dolly Parton kom senare att på nytt spela in titelspåret, då för albumet Heartbreak Express 1982.
I en intervju med Patty Loveless bekräftade Dolly Parton att mannen i hörnet är hennes make Carl Dean.

## Låtlista
1. In the Ghetto (Mac Davis)
2. Games People Play (Joe South)
3. 'Til Death Do Us Part (Dolly Parton)
4. Big Wind (Wayne P. Walker, Alex Zanetis, George McCormick)
5. Evening Shade (Dolly Parton)
6. I'm Fed Up With You (Bill Owens)
7. My Blue Ridge Mountain Boy (Dolly Parton)
8. Daddy (Dolly Parton)
9. We Had All The Good Things Going (Marvin Shiner, Jerry Monday)
10. The Monkey's Tale (Leona Reese)
11. Gypsy, Joe and Me (Dolly Parton)
12. Home For Pete's Sake (Rudy Preston)

## Listplaceringar
| Lista (1969)          | Topplaceringar |
| --------------------- | -------------- |
| Billboard 200 (USA)   | 194            |
| US Top Country Albums | 6              |